# Stichaster striatus
Stichaster striatus (лат.) — вид морских звёзд рода Stichaster семейства Stichasteridae из отряда педицелляриевых морских звёзд. Встречается в юго-восточной части Тихого океана. Впервые описан немецкими зоологами Иоганном Петером Мюллером и Францем Германом Трошелем в 1840 году.

## Распространение и среда обитания
Stichaster striatus обитает в юго-восточной части Тихого океана, вдоль побережья Южной Америки. Он встречается на каменистом и песчаном дне, а также среди водорослей в приливно-отливных зонах, на максимальной глубине 80 м.

## Биология

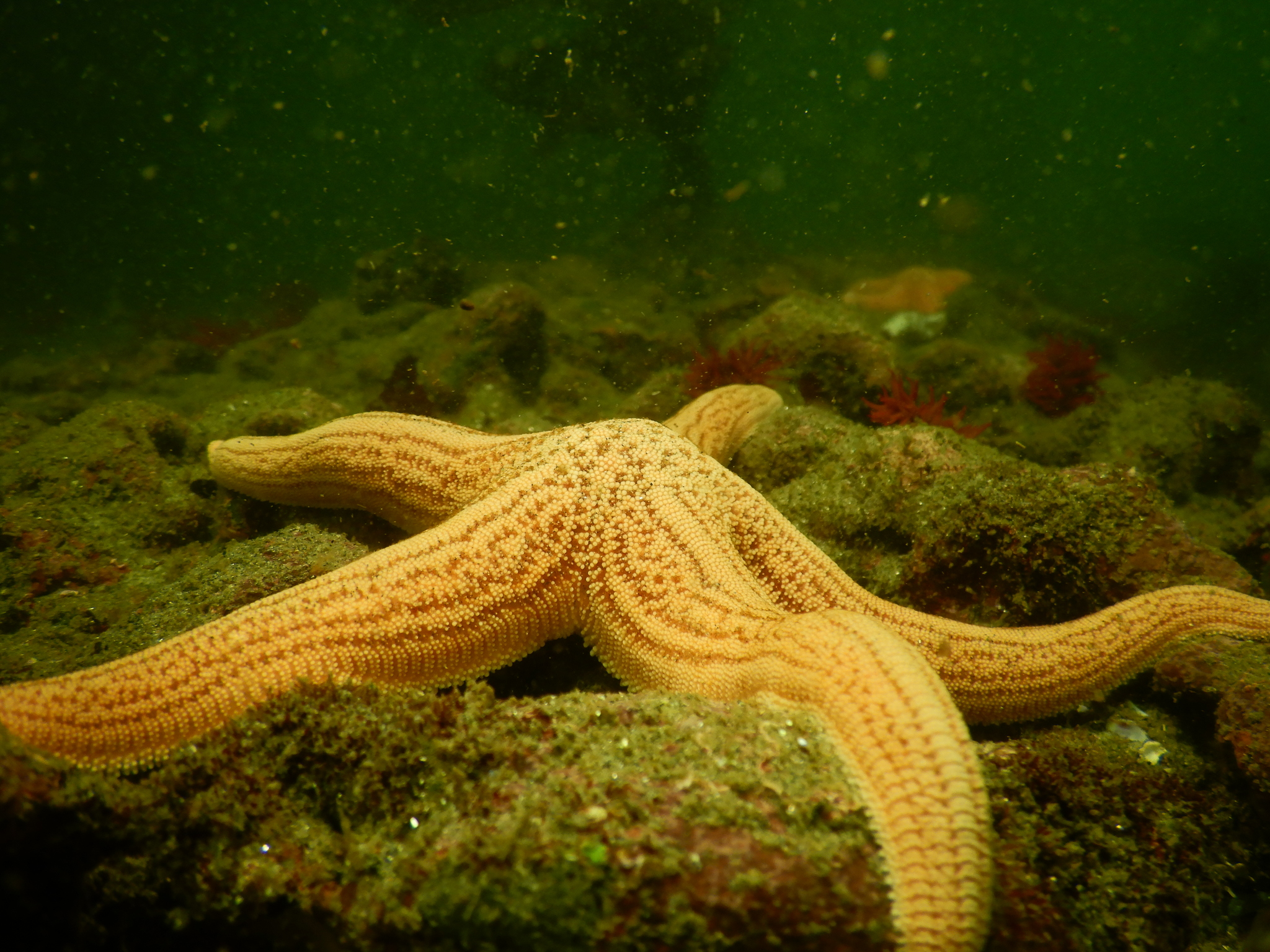
Stichaster striatus у побережья Чили.

Эта морская звезда — стайный хищник. В Чили было зарегистрировано, что она питается 28 видами беспозвоночных, большинство из которых — сидячие организмы. Каннибализма по отношению к представителям своего вида или других видов морских звёзд не наблюдалось. У многих особей были обнаружены отсутствующие или регенерирующие конечности. Вероятно, это результат нападений доминирующих в регионе хищных морских звёзд Meyenaster gelatinosus и Luidia magellanica. Морские звёзды с отсутствующими конечностями, вероятно, имеют определённый минимальный размер; это связано с тем, что, если они слишком малы, они полностью пожираются напавшим на них хищником. Молодь S. striatus встречается среди зарослей водорослей Lessonia nigrescens, а также прячется в расщелинах или под валунами.

## Исследования
Было обнаружено, что водный экстракт S. striatus, скармливаемый крысам линии UChB с генетической предрасположенностью к чрезмерному потреблению алкоголя, снижал их добровольное потребление алкоголя. Это направление исследований было вдохновлено устным преданием о том, что иезуиты, владевшие недвижимостью в Южной Америке в XVII и XVIII веках, кормили своих рабочих «супом из морских звёзд», чтобы способствовать трезвости и более высокой продуктивности рабочих на иезуитских фермах по сравнению с соседними асьендами.